# Gabriel Despax
Gabriel Despax est un homme politique français né le 22 novembre 1878 à Dax (Landes) et décédé le 9 mai 1922 à Pissos (Landes).
Avocat, conseiller général du canton de Pissos, maire de Dax de 1913 à 1919, il est député des Landes de 1919 à 1922, siégeant sur les bancs radicaux. 
Il est inhumé au cimetière Saint-Pierre de Dax. 

### Sources
- « Gabriel Despax », dans le Dictionnaire des parlementaires français (1889-1940), sous la direction de Jean Jolly, PUF, 1960 [détail de l’édition]